# برونک
برونک (به ایتالیایی: Bruneck) یک کومونه و زیستگاه انسانی در ایتالیا است که در التو آدیجه واقع شده‌است.

## خصوصیات
برونک ۴۵ کیلومترمربع مساحت و ۱۵٬۴۹۱ نفر جمعیت دارد و ۸۳۸ متر بالاتر از سطح دریا واقع شده‌است.

## خواهرخوانده
شهرهای برینیول، گرس-گراو، تیئلت، Szamotuły و Gmina Szamotuły خواهرخوانده‌های برونک هستند.